# The Death of the Ball Turret Gunner
The Death of the Ball Turret Gunner (La muerte del artillero de la torreta esférica, en español) es un poema de cinco renglones publicado por Randall Jarrell en 1945. Trata sobre la muerte de un artillero dentro de la torreta esférica Sperry de un bombardero pesado estadounidense de la Segunda Guerra Mundial.
From my mother's sleep I fell into the State,

And I hunched in its belly till my wet fur froze.

Six miles from earth, loosed from its dream of life,

I woke to black flak and the nightmare fighters.

When I died they washed me out of the turret with a hose.

## Trasfondo
Jarrell, quien había servido en las Fuerzas Aéreas del Ejército de los Estados Unidos, ofreció la siguiente explicación:

Una torreta esférica era una esfera de plexiglás instalada en la panza de un B-17 o B-24, que estaba habitada por dos ametralladoras calibre 12,7 mm y un hombre, uno de baja estatura. Cuando este artillero seguía con sus ametralladoras a un caza que atacaba su bombardero desde abajo, él rotaba con la torreta; acuclillado y cabeza abajo dentro de su pequeña esfera, él se parecía a un feto en el vientre materno Los cazas que lo atacaban iban armados con cañones que disparaban proyectiles explosivos. La manguera era una manguera de vapor.

El crítico literario Leven M. Dawson dice que "el tema de The Death of the Ball Turret Gunner, de Randall Jarrell, es que la violencia institucionalizada, o guerra, crea una paradoja moral, una condición en donde los actos repugnantes a la humanidad se vuelven adecuados". La mayoría de comentaristas están de acuerdo, llamando al poema una condenación de los poderes deshumanizantes de "el Estado", los cuales son exhibidos de forma más gráfica en la violencia de la guerra.
Debido en parte a su corta extensión, el poema The Death of the Ball Turret Gunner ha sido ampliamente antologizado. De hecho, Jarrell llegó a temer que su reputación como poeta se basaría solamente en este poema.
El poema inspiró la obra teatral homónima, escrita por Anna Moench, que se estrenó en agosto de 2008 en la ciudad de Nueva York durante el New York International Fringe Festival, además de interpretarse en el teatro The Space de Long Island City. También puede encontrarse un guiño al poema en la novela de John Irving El mundo según Garp (1978), en la cual el padre del protagonista muere a causa de una "lobotomía bastante descuidada" hecha por disparos enemigos mientras servía como artillero ventral en la Segunda Guerra Mundial.               